# Linjiang
Koordinaten: 41° 48′ N, 126° 55′ O
Linjiang (临江市; Pinyin: Línjiāng Shì) ist eine chinesische kreisfreie Stadt im Verwaltungsgebiet der bezirksfreien Stadt Baishan im Südosten der Provinz Jilin an der Grenze zu Nordkorea. Sie hat eine Fläche von 3.016 km² und zählt 174.970 Einwohner (Stand: Zensus 2010).
Sie ist durch die Linjiang-Yalu-Brücke mit der nordkoreanischen Provinz Chagang-do verbunden. 
Die Stätten der Kupferschmelze von Baoshan und Liudaogou (Baoshan - Liudaogou ye tong yizhi 宝山—六道沟冶铜遗址) aus dem Goguryeo-Zeit bis Bohai-Reich sowie das Hauptquartier im Kampf um Linjiang (Sibao Linjiang zhanyi zhihuibu jiuzhi 四保临江战役指挥部旧址) stehen seit 2001 bzw. 2006 auf der Liste der Denkmäler der Volksrepublik China.